# タークーラ
タークーラ（英語: Tarcoola）は、オーストラリア・南オーストラリア州にある集落。オーストラリア大陸横断鉄道と、大陸縦断鉄道に当たるアデレード＝ダーウィン鉄道が分岐する場所として知られる。この2つの路線は、タークーラでtriangular junctionで接続されている。タークーラ駅における列車の乗り換え需要は見られるものの、ほとんど住人はいない。しかし、かつては金鉱の町として賑わっていた。

## 地理

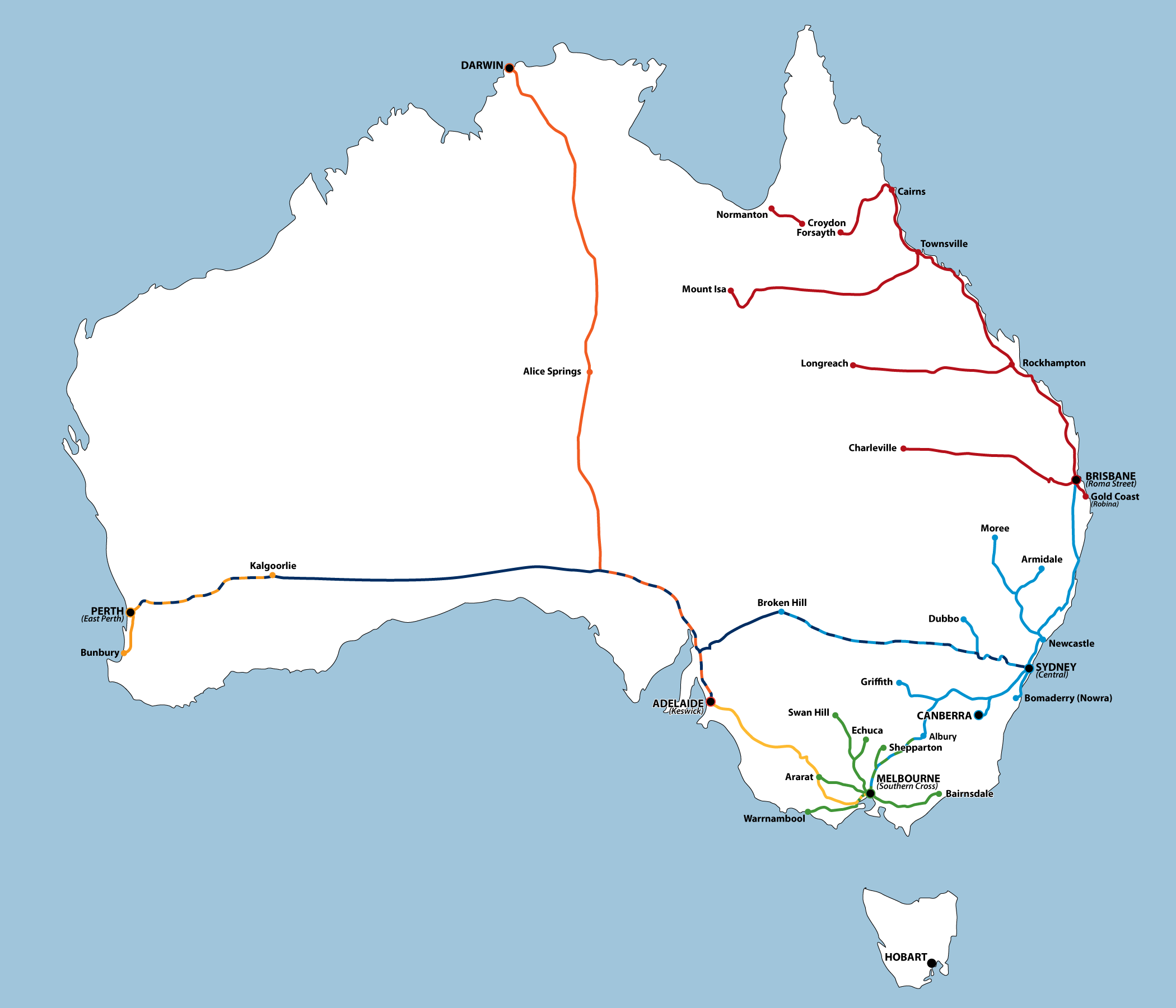
オーストラリアの主要鉄道路線

オーストラリアの南岸に近いナラボー平原と、大鑽井盆地との間、南緯30度41分41秒 東経134度33分22秒 / 南緯30.694859度 東経134.55616度座標: 南緯30度41分41秒 東経134度33分22秒 / 南緯30.694859度 東経134.55616度に、タークーラは位置する。この場所は、南オーストラリア州に属する。
なお、オーストラリア東海岸のシドニーと西海岸のパースを結ぶインディアンパシフィックと、オーストラリア南海岸のアデレードと北海岸のダーウィンを結ぶアデレード＝ダーウィン鉄道は、ポート・オーガスタとタークーラとの間の約413 kmの区間で、路線を完全に共有している。このうち北側の分岐点に当たる場所が、タークーラである。このような鉄道交通の要衝で、列車の乗り換えも行われる場所ながら、タークーラ自体は小集落であり、2006年に実施されたオーストラリアの国勢調査では、タークーラの居住者は、38人であった。

## 気候
タークーラ付近は乾燥した気候で、気温も高い傾向にある。特に夏は暑く乾燥し、2019年1月24日の最高気温は49.1 ℃を記録した。なお、乾燥した気候だとは言え、全く降雨が無いわけではなく、1年中パラパラと降雨が見られ、2019年は合計で181.0 mmの降水量が観測された。

## 通信
タークーラの郵便物は、一般に鉄道を利用して輸送する。なお、2016年現在、タークーラの郵便番号は、5710である。 

## 歴史
19世紀終盤にタークーラ付近では金（Au）が発見され、その金鉱は1893年には「Tarcoola Goldfield」と命名された。この金鉱のため、遅くとも1900年までには集落が形成され、1900年8月18日に郵便局も設置された。なお、正式に「タークーラの町」として成立したのは、1901年2月21日であった。つまり、鉱山の集落として誕生した町であり、タークーラの金鉱としての最盛期は20世紀の初頭であった。金鉱としての最盛期だった時期に当たる1915年には、オーストラリア大陸横断鉄道がタークーラまで延伸してきた。なお、タークーラでは1901年から1954年までに、約2.4トンの金が採掘された。しかし、この当初の金鉱は閉山し、過去の遺物になった。一方で、近くに新たにChallenger Mineが開山した。

## 名称
ここの地名は、1893年に競馬のメルボルンカップの優勝馬であった「Tarcoola」の名に由来する。競走馬のTarcoolaは、オーストラリア南東部のニューサウスウェールズ州のタークーラ牧場「Tarcoola Station」で育成された。このタークーラ牧場の付近にはDarling川が流れており、この川の付近に住んでいたアボリジニの言葉で「タークーラ」とは「川底」を意味していた。